# Damiatte
Damiatte is een gemeente in het Franse departement Tarn (regio Occitanie) en telt 767 inwoners (1999). De plaats maakt deel uit van het arrondissement Castres. In de gemeente ligt spoorwegstation Damiatte-Saint-Paul.

## Geografie
De oppervlakte van Damiatte bedraagt 32,4 km², de bevolkingsdichtheid is 23,7 inwoners per km².
De onderstaande kaart toont de ligging van Damiatte met de belangrijkste infrastructuur en aangrenzende gemeenten.

## Demografie
Onderstaande figuur toont het verloop van het inwonertal (bron: INSEE-tellingen).